# Pierre Morel
Pierre Morel (12 maggio 1964) è un direttore della fotografia e regista francese.

## Biografia
Dopo gli studi di cinema in una scuola specializzata, Pierre Morel ha debuttato nel 2000 come operatore di ripresa in L'Art (délicat) de la séduction, il primo film di Richard Berry.
L'anno successivo, comincia la sua carriera come direttore della fotografia lavorando con registi come Louis Leterrier, Corey Yuen, Nancy Meyers, Alek Keshishian, Luc Besson e Philip G. Atwell. Parallelamente, ha realizzato Banlieue 13 il suo primo film nel 2004, seguito da Io vi troverò (Taken) nel 2008 e From Paris with Love, uscito nel 2010.

## Filmografia parziale

### Direttore della fotografia
- The Transporter, regia di Corey Yuen (2002)
- Tutto può succedere - Something's Gotta Give (Something's Gotta Give), regia di Nancy Meyers (2003) – seconda unità, Parigi
- Danny the Dog (Unleashed), regia di Louis Leterrier (2005)
- Amore e altri disastri (Love and Other Disasters), regia di Alek Keshishian (2006)
- Arthur e il popolo dei Minimei (Arthur and the Minimoys), regia di Luc Besson (2006) – modelli
- Taxxi 4, regia di Gérard Krawczyk (2007)
- Rogue - Il solitario (War), regia di Philip G. Atwell (2007)

### Regista
- Banlieue 13 (2004)
- Io vi troverò (Taken) (2008)
- From Paris with Love (2010)
- The Gunman (2015)
- Peppermint - L'angelo della vendetta (Peppermint) (2018)
- The Ambush (2021)
- Freelance (2023)
- Canary black (2024)

### Produttore
- Overdrive, regia di Antonio Negret (2017)